# العلاقات الساموية الغيانية
العلاقات الساموية الغيانية هي العلاقات الثنائية التي تجمع بين ساموا وغيانا.

## مقارنة بين البلدين
هذه مقارنة عامة ومرجعية للدولتين:
| وجه المقارنة                                              | ساموا                        | غيانا        |
| --------------------------------------------------------- | ---------------------------- | ------------ |
| المساحة (كم2)                                             | 2.84 ألف                     | 214.97 ألف   |
| عدد السكان (نسمة)                                         | 196.44 ألف                   | 777.86 ألف   |
| الكثافة السكانية (ن./كم²)                                 | 69.17                        | 3.62         |
| العاصمة                                                   | أبيا                         | جورج تاون    |
| اللغة الرسمية                                             | لغة إنجليزية، اللغة الساموية | لغة إنجليزية |
| العملة                                                    | تالا ساموي                   | دولار غياني  |
| الناتج المحلي الإجمالي (بليون دولار)                      | 856.63 مليون                 | 3.68 مليار   |
| الناتج المحلي الإجمالي (تعادل القوة الشرائية) بليون دولار | 1.15 مليار                   | 5.77 مليار   |
| الناتج المحلي الإجمالي الاسمي للفرد دولار أمريكي          | 3.94 ألف                     | 4.13 ألف     |
| الناتج المحلي الإجمالي للفرد دولار أمريكي                 | 5.79 ألف                     |              |
| مؤشر التنمية البشرية                                      | 0.702                        |              |
| رمز المكالمات الدولي                                      | +685                         | +592         |
| رمز الإنترنت                                              | .ws                          | .gy          |
| المنطقة الزمنية                                           | ت ع م+13:00                  | 00           |

## منظمات دولية مشتركة
يشترك البلدان في عضوية مجموعة من المنظمات الدولية، منها:
| علم المنظمة | اسم المنظمة                                 | تاريخ انضمام ساموا | تاريخ انضمام غيانا |
| ----------- | ------------------------------------------- | ------------------ | ------------------ |
|             | مؤسسة التنمية الدولية                       | 28 يونيو 1974      | 4 يناير 1967       |
|             | يونسكو                                      | 3 أبريل 1981       | 21 مارس 1967       |
|             | وكالة ضمان الاستثمار متعدد الأطراف          | 27 سبتمبر 2002     | 18 يناير 1989      |
|             | الأمم المتحدة                               | 15 ديسمبر 1976     | 20 سبتمبر 1966     |
|             | مجموعة دول أفريقيا والكاريبي والمحيط الهادئ | ?                  | ?                  |
|             | دول الكومنولث                               | ?                  | ?                  |
|             | الاتحاد البريدي العالمي                     | ?                  | ?                  |
|             | البنك الدولي للإنشاء والتعمير               | 28 يونيو 1974      | 26 سبتمبر 1966     |
|             | الاتحاد الدولي للاتصالات                    | 7 أكتوبر 1988      | 8 مارس 1967        |
|             | منظمة حظر الأسلحة الكيميائية                | ?                  | ?                  |
|             | مؤسسة التمويل الدولية                       | 28 يونيو 1974      | 4 يناير 1967       |
|             | المركز الدولي لتسوية المنازعات الاستشارية   | 25 مايو 1978       | 10 أغسطس 1969      |
|             | منظمة التجارة العالمية                      | ?                  | ?                  |
|             | تحالف الدول الجزرية الصغيرة                 | ?                  | ?                  |
|             | منظمة الشرطة الجنائية الدولية               | ?                  | ?                  |

## وصلات خارجية
- موقع وزارة الخارجية الغيانية